# Zygodowice
Zygodowice ist eine Ortschaft mit einem Schulzenamt der Gemeinde Tomice im Powiat Wadowicki der Woiwodschaft Kleinpolen in Polen.

## Geographie

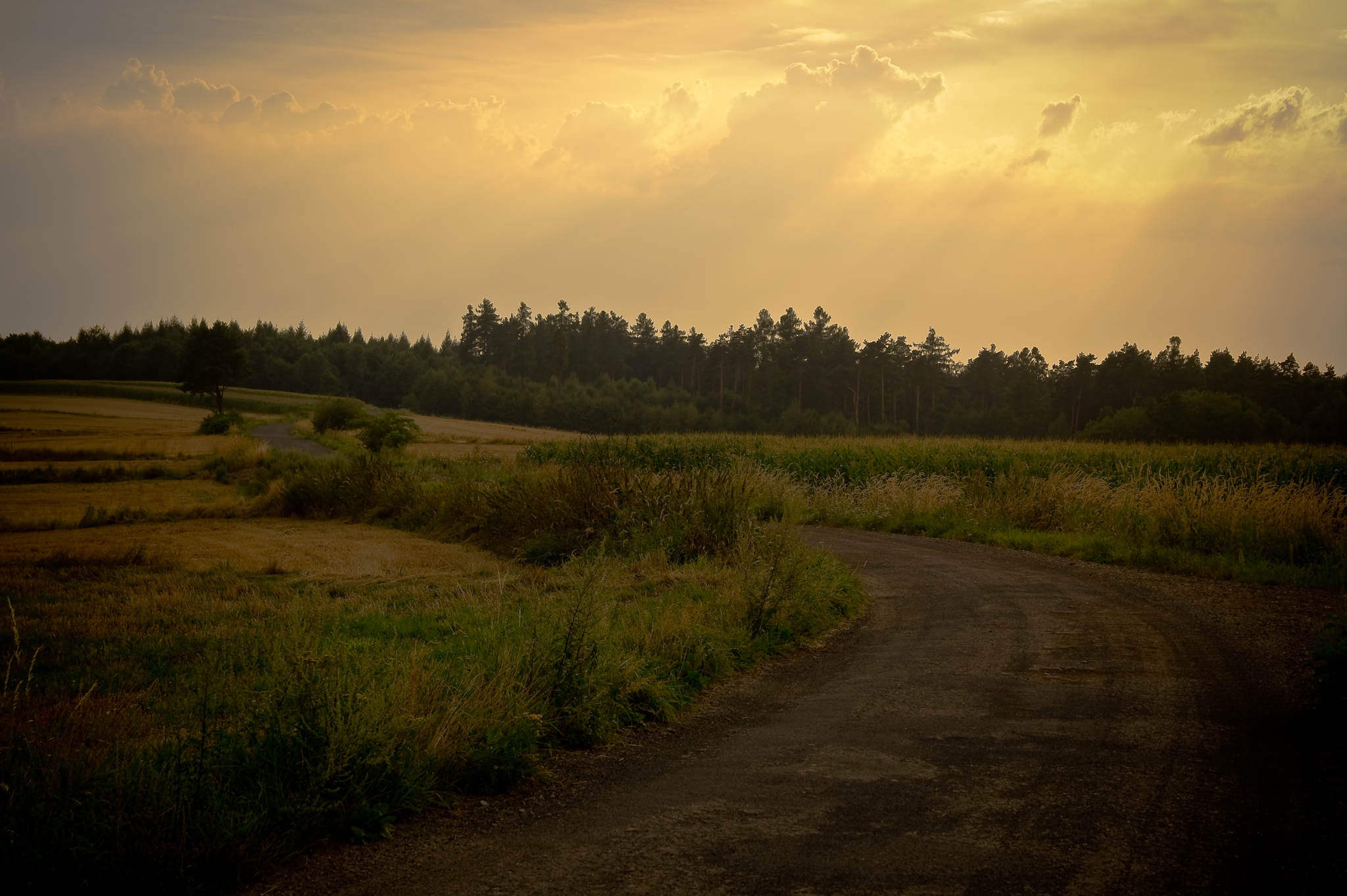
Landschaft von Zygodowice

Der Ort liegt im Pogórze Wielickie 6 km nordöstlich von Wadowice. Die Nachbarorte sind Woźniki im Westen, Bachowice im Nordwesten, Ryczów im Norden, Wyźrał im Osten, sowie Witanowice im Süden.

## Geschichte
Das Gebiet zwischen den Flüssen Skawa im Westen und Skawinka im Osten (mit Ausnahme des Radwanitenkorridors) wurde im Jahr 1274 von Kleinpolen abgetrennt und ans Herzogtum Oppeln angeschlossen (siehe auch polnischer Partikularismus). Das Herzogtum Oppeln wurde 1281 nach dem Tod von Wladislaus I. von Oppeln geteilt. Ab 1290 gehörte das Gebiet zum Herzogtum Teschen und seit 1315 zum Herzogtum Auschwitz, das ab 1327 unter der Lehnsherrschaft des Königreichs Böhmen war.
Etwas vor dem Jahr 1314 gab der Herzog Mieszko I. von Teschen-Auschwitz einen Teil des kurz zuvor gegründeten Dorfs (ohne Name) seinem Höfling namens Schotton. Am 31. Januar 1317 gab Mieszkos Sohn, Wladislaus von Auschwitz, den anderen Teil des Orts Schygod vel Schoffenhov super fluvium Othuscam einem gewissen Hanko von Prandocin (bei Słomniki). Hanko kaufte kurz danach den Teil des Dorfs von Schotton und der Ort hatte insgesamt eine Fläche von 50 fränkischen Hufen mit den Grenzen bis zum Bach Rędzina und zum Dorf Witanowice (qui Zchivnizyna dicitur versus villam Wythanovicze). Möglicherweise kauften die Zisterzienser aus Mogiła einen Teil der Ortschaft (partem ville nostrae quae Schygod (?) vel Schottenhow vulgariter nominatur) vor 1324 und den anderen Teil von Segodowicz zwischen den Jahren 1324 und 1329. Zusammen mit dem von Mönchen gegründeten Ryczów und dem gekauften Woźniki und Półwieś (ab der Mitte des 15. Jahrhunderts) gehörte es zum Kloster Mogila bis zum späten 18. Jahrhundert.
Der ursprüngliche Name Schygod ist vom Vornamen Żegot bzw. Zdzigod (beispielsweise 1258 als Zdigod erwähnt) abgeleitet und änderte sich später von Zcygodovicz (1344), Zdzigodovicze (1345), Zdzygodowycze, villa sub parochia de Woznyky sita (1470–1480), Żegodowice (1581) zu Żygodowice bzw. Zygodowice im 18. Jahrhundert. Der deutsche Name Schottenhof wurde nach der Zugehörigkeit des Teils des Dorfs zu Schotton nur kurz gebraucht und nach dem 14. Jahrhundert nicht mehr verwendet.
Seit 1445 gehörte es zum Herzogtum Zator, dieses wurde im Jahr 1494 an den polnischen König verkauft. Anschließend wurde das Herzogtum Auschwitz-Zator im Jahr 1564 völlig dem Königreich Polen angeschlossen, als Kreis Schlesien der Woiwodschaft Krakau, ab 1569 in der polnisch-litauischen Adelsrepublik.
Bei der Ersten Teilung Polens kam Zygodowice 1772 zum neuen Königreich Galizien und Lodomerien des habsburgischen Kaiserreichs (ab 1804). Ab 1782 gehörte es dem Myslenicer Kreis (1819 mit dem Sitz in Wadowice). Nach der Aufhebung der Patrimonialherrschaften bildete es nach 1850 eine Gemeinde im Gerichtsbezirk Wadowice im Bezirk Wadowice.
1918, nach dem Ende des Ersten Weltkriegs und dem Zusammenbruch der k.u.k. Monarchie, kam Zygodowice zu Polen. Unterbrochen wurde dies nur durch die Besetzung Polens durch die Wehrmacht im Zweiten Weltkrieg, wo es zum Distrikt Krakau im Generalgouvernement gehörte und grenzte an Woźniki im Landkreis Bielitz im Deutschen Reich.
Von 1975 bis 1998 gehörte Zygodowice zur Woiwodschaft Bielsko-Biała.